# 彭家乡
彭家乡，是中华人民共和国四川省广安市广安区下辖的一个乡镇级行政单位。

## 行政区划
彭家乡下辖以下地区：
彭兴村、梯子村、马贩村、古佛村、金桥村、茶店村、火星村、天井村、观音村、白阳村和滑滩村。